# No Mythologies to Follow
| Recensione      | Giudizio |
| --------------- | -------- |
| Paste           | 6.9/10   |
| The Independent | [ 4 ]    |
| The Guardian    | [ 5 ]    |
| Pitchfork       | 7.1/10   |

No Mythologies to Follow è l'album in studio di debutto della cantante danese MØ, pubblicato il 7 marzo 2014.

## Tracce
Testi e musiche di Karen Marie Ørsted e Ronni Vindahl eccetto dove indicato diversamente.
1. Fire Rides – 3:27
2. Maiden – 3:46
3. Never Wanna Know – 4:13
4. Red in the Grey – 3:46
5. Pilgrim – 3:52
6. Don't Wanna Dance – 3:15
7. Waste of Time – 3:35
8. Dust Is Gone – 3:49
9. XXX 88 (feat. Diplo) – 3:41 (Ørsted, Vindahl, Diplo)
10. Walk This Way – 3:42
11. Slow Love – 3:37
12. Glass – 3:16 (Ørsted, Vindahl, August Fenger)

## Formazione
- Karen Marie Ørsted – voce, copertina
- Anders Bast – fiati (traccia 9)
- Signe Bergmann – copertina
- Diplo – produzione (traccia 9)
- James Dring – produzione (traccia 6)
- Thomas Edinger – fiati (traccia 9)
- August "ELOQ" Fenger – batteria (traccia 4); missaggio, produttore (traccia 12)
- Peter Hammerton – mastering (tracce 16–19)
- Stuart Hawkes – mastering (tracce 6, 10)
- Jens Høll – fotografia addizionale
- Paul Logus – mastering (tracce 1–5, 7–9, 11–15, 20)
- Michael Patterson – mastering (tracce 1–5, 7–9, 11–15, 20); mixing (tracce 1–5, 7–9, 11–20)
- Anders Schumann – mastering (traccia 12)
- Thomas Skou – fotografia addizionale
- Thomas Sønderup – fotografia
- Ronni Vindahl – produttore esecutivo, missaggio, produzione

## Classifiche
No Mythologies to Follow ha debuttato alla cinquantottesima posizione nella Official Albums Chart con 1 438 copie vendute nella prima settimana di pubblicazione.
In tabella sono riportati i migliori piazzamenti nelle altre classifiche nazionali:
| Classifica (2014) | Posizione massima |
| ----------------- | ----------------- |
| Belgio (Fiandre)  | 107               |
| Belgio (Vallonia) | 83                |
| Danimarca         | 2                 |
| Francia           | 161               |
| Irlanda           | 76                |
| Regno Unito       | 58                |

### Classifiche di fine anno
| Classifica (2014) | Posizione massima |
| ----------------- | ----------------- |
| Danimarca         | 33                |
| Classifica (2015) | Posizione massima |
| Danimarca         | 63                |